# Чинкара
Чинкара (Gazella bennettii), известна и като индийска газела, е вид бозайник от семейство кухороги, живеещ в Южна Азия и Близкия изток.

## Разпространение и местообитание
Индийските газели са разпространени от централна Индия на запад през Пакистан и южен Афганистан до централните части на Иран. Крайната западна част на местообитание достига до национален парк Кавир. Западната част от популацията е изключително намалена в резултат на лов. Предполага се, че в Иран антилопите чинкара наброяват около 1300 индивида. В Пакистан броят на антилопите е рязко намален от лов, а в Афганистан данните за вида са неизвестни. В Индия са около 100 хил., като от тях в района на пустинята Тар са около 80 хил. Антилопите обитават открити пустинни и полупустинни местности, савани и места обрасли с храсталаци. Обитанията им достигат до 1500 m надморска височина в Пакистан.

## Външен вид
Дължината на тялото е около един метър, а теглото около 25 kg. Височината при холката е около 65 cm. Космената покривка по гърба и отстрани на тялото е червеникаво-кафява. Надолу изсветлява като става почти бяла. От очите до устата преминават две тъмнокафяви ивици. Дължината на рогата при мъжките достига около 20 cm, но са известни индивиди, при които е възможно да достигне до 39 cm.

## Начин на живот
Газелите живеят на стада до тридесет индивида, но нерядко се срещат и поединично. Активни са в сутрешните и вечерните часове. Подобно на останалите видове газели и чинкара пият малко вода като успяват да я набавят от храната.

## Размножаване
Индийските антилопи раждат през април или през есента. Бременността продължава около 5 - 6 месеца. Раждат по едно или две малки.